# Baseball Simulator 1.000
Baseball Simulator 1.000 (Japans: 超人ウルトラベースボール; Choujin Ultra Baseball) is een videospel dat werd ontwikkeld en uitgegeven door Culture Brain. Het spel kwam in 1989 uit voor het platform Nintendo Entertainment System. Met het spel kan de speler honkbal spelen. Het spel heeft vier leagues. De eerste twee bevatten normale teams, de derde ultra teams en met de laatste kan de speler zelf teams samenstellen. Een seizoen bestaat uit 5, 30, 60 of 165 wedstrijden. De wedstrijden worden gespeeld is zes verschillende stadiums.

## Ontvangst
| Beoordeeld door       | Jaar | Score |
| --------------------- | ---- | ----- |
| The Video Game Critic | 2007 | 83%   |
| NES Archives          | 2002 | 83%   |
| Game Freaks 365       | 2005 | 82%   |
| HonestGamers          | 2007 | 40%   |